# شاددهسر
شاددهسر، روستایی از توابع بخش رودبنه شهرستان لاهیجان در استان گیلان ایران است.

## جمعیت
این روستا در دهستان رودبنه قرار دارد و براساس سرشماری مرکز آمار ایران در سال ۱۳۸۵، جمعیت آن ۸۰۲ نفر (۲۲۹خانوار) بوده‌است.